# 徳島市歌
「徳島市歌」（とくしましか）は、徳島市が1928年（昭和3年）に制定した市歌である。作詞・武市恒夫、作曲・幾尾純。
市歌としては1953年（昭和28年）制定の3代目「徳島市民歌」への統合に伴い、廃止された。

## 解説
1889年（明治22年）に市制施行した徳島市では、1909年（明治42年）の市制20周年に合わせて作られた「置市二十年記念祝賀唱歌」（作詞：河端熊太郎、作曲：板東幸夫）が市に関連する最初の楽曲とされる。
その後、1928年（昭和3年）10月1日の市制40周年を記念して恒常的な市歌および「置市四十年祝歌」の2曲を作成することになり、全国を対象に歌詞と旋律を懸賞募集した。募集要項では「（一）歌詞と曲は、児童・生徒や一般市民が歌唱するのに適すること。（二）歌詞は二節とし、一節の長さは四句とする」と取り決められていた。歌詞の応募総数は49篇で、市内からの応募作を入選採用したのち旋律の募集が行われ、奈良県からの応募作が採用された。
市歌は同時に制定された「置市四十年祝歌」（作詞：湯浅方弥、作曲：板東阜月）と共に10月1日から3日にかけて開催された祝賀会で徳島高等小学校の生徒による発表演奏が行われ、徳島市告示第69号により制定された。

### 制定後
1940年（昭和15年）、皇紀二千六百年記念事業の一環として新たに初代「徳島市民歌」（作詞：佐藤惣之助、作曲：内田元）が制定される。昭和17年版『徳島市勢要覧』の巻頭では従来からの「徳島市歌」と新しく制定された「徳島市民歌」の2曲両方について歌詞と楽譜が掲載されており、この時点では初代市民歌との「代替わり」ではなく並立の関係にあったと考えられる。
しかし、初代「徳島市民歌」は皇国史観を前面に押し出した歌詞の内容から1945年（昭和20年）の太平洋戦争終結後は演奏されなくなり、1948年（昭和23年）の市制60周年を機に2代目「徳島市民歌」（作詞・作曲：蒲池正紀）への代替わりが図られた。この2代目「徳島市民歌」までは「徳島市歌」と並立の扱いを受けていたが、わずか5年後の1953年（昭和28年）にサンフランシスコ講和条約発効を記念して現行の3代目「徳島市民歌」（作詞：木村忠徳、作曲：藤山一郎）が制定され、これ以降は3代目市民歌へ統合される形で過去2代の市民歌と並立していた「徳島市歌」は演奏されなくなった。